# ¡Vamos!
¡Vamos! es un álbum recopilatorio de la banda de rock española Celtas Cortos.
Este disco fue publicado en Francia y Alemania en 1995 y nunca llegó a ver la luz en España. Contenía varios de los principales éxitos de la banda entre los que se encontraba una versión inédita de la canción "Cuéntame un cuento" en la que colaboraba Willy de Ville, grabada en Los Ángeles (EE.UU).

## Lista de canciones
1. El alquimista loco
2. 20 de abril
3. Haz turismo
4. Madera de colleja
5. El pelotazo
6. ¿Qué voy a hacer yo?
7. ¡¡Ya está bien!!
8. Hacha de guerra
9. La senda del tiempo
10. Cuéntame un cuento
11. La mujer barbuda
12. El ritmo del mar
13. Aguantando el tirón
14. Lluvia en soledad